# Стрелис, Айвар-Янис
Айвар-Янис Стрелис (1942—2009) — советский учёный и педагог, в области физиатрии, доктор медицинских наук, профессор, член-корреспондент АМН СССР (1988), действительный иностранный член АН Латвии (1997). Заслуженный деятель науки Российской Федерации (2000).

## Биография
Родился 26 января 1942 года в Риге.
С 1961 по 1966 год обучался на лечебном факультете Томского государственного медицинского института, ученик академика Д. Д. Яблокова. С 1966 по 1971 год на клинической работе в  Томском противотуберкулёзном диспансере в качестве участкового врача-фтизиатра и врача-ординатора лёгочно-хирургического отделения.
С 1971 по 2009 год на педагогической работе в Томском государственном медицинском университете в должностях: с 1971 по 1973 год — ассистент, с 1973 года — доцент, с 1980 по 2009 год — заведующий кафедрой фтизиатрии и пульмонологии. С 1980 по 2003 год одновременно являлся — деканом лечебного факультета этого университета.

### Научно-педагогическая деятельность и вклад в науку
Основная научно-педагогическая деятельность Яниса Стрелиса  была связана с вопросами в области пульмонологии, бронхологии, фтизиатрии и фтизиохирургии.
Он занимался исследованиями проблемы туберкулёза и бронхиальной астмы, реабилитации больных при хирургическом и консервативном лечении туберкулёза, патоморфоза заболеваний органов дыхания, комплексной диагностики бронхо-лёгочной патологии. В 1981 году под его руководством был создано первое в Советском Союзе научно-практическое объединение «Фтизиатрия», созданное для профилактике и борьбы с туберкулёзом. Янис Стрелис являлся — членом Правления Всероссийского научного общества фтизиатров.
В 1970 году защитил кандидатскую диссертацию по теме: «Хирургическое лечение больных с впервые выявленным туберкулезом органов дыхания», в 1973 году было присвоено учёное звание доцента по кафедре туберкулёза, в 1978 году защитил диссертацию на соискание учёной степени доктор медицинских наук по теме: «Комплексная диагностика бронхиальной патологии и ее значение в клинике течении исходах вторичного туберкулёза лёгких». В 1979 году ему была присвоено учёная звание профессора. В 1986 году он был избран член-корреспондентом АМН СССР, в 1997 году был избран действительным иностранным членом АН Латвии. Под руководством Яниса Стрелиса  было написано более семисот научных работ, в том числе восемнадцать монографий,  а так же автором четырнадцати свидетельств на изобретения.

## Звания
- Заслуженный деятель науки Российской Федерации (2000)[4]
- Премия Томской области в сфере образования и науки (1997)